# Distretto di Korostyšiv
Il distretto di Korostyšiv (in ucraino Коростишівський район?, Korostyšivs'kyj rajon) era un distretto dell'Ucraina, situato nell'oblast' di Žytomyr. Il suo capoluogo era Korostyšiv. È stato soppresso in seguito alla riforma amministrativa del 2020.